# Dean Fredericks
Dean Fredericks (21 de enero de 1924–30 de junio de 1999) fue un actor estadounidense conocido principalmente por encarnar al personaje de la tira de prensa Steve Canyon en una serie televisiva de 34 episodios con el mismo nombre emitida en 1958-1959 por la NBC.

## Inicios
Su verdadero nombre era Frederick Joseph Foote, y nació en Los Ángeles, California. El 31 de octubre de 1942 se alistó como soldado raso en la caballería del Ejército de los Estados Unidos a fin de servir en la Segunda Guerra Mundial. Por su participación en el conflicto recibió un Corazón Púrpura.
Uno de los primeros trabajos conocidos como actor de Fredericks fue el de sacerdote en el segmento "The Lord Is Risen" de la serie cinematográfica de 1952 The Living Bible, en la cual Nelson Leigh interpretaba a Jesucristo. En 1954 fue uno de los integrantes de un linchamiento en el film western Jesse James v. the Daltons, en el cual también actuaba Nelson Leigh, y el Detective Curtis en el clásico de ciencia ficción "Them!".
En la temporada 1955-1956, Fredericks interpretó a Kaseem, el doméstico hindú del personaje que Johnny Weissmüller encarnaba en la serie televisiva de 26 capítulos Jungle Jim, basada en una exitosa tira cómic. En dicha serie también actuaban Martin Huston y Paul Cavanagh.
Entre 1954 y 1957 Fredericks trabajó en seis ocasiones como artista invitado y en diferentes papeles, usualmente de indios, en el show western de la ABC Las aventuras de Rin tin tin. En 1957 fue DeMarco en la serie militar de la ABC Navy Log, en la entrega "The War of the Whale Boats", y Chalky en el episodio "Lady Luck" de Whirlybirds, show protagonizado por Kenneth Tobey. Ese mismo año trabajó en el popular western de la ABC Maverick (como Mitchell en el episodio "The Jeweled Gun") y en el drama policíaco de John Bromfield Sheriff of Cochise. Además, en tres ocasiones entre 1956 y 1958 participó en el show de Clint Walker Cheyenne, y en 1957 fue Gart en "The Photographer", capítulo de la serie de la CBS Gunsmoke, en la que actuó junto a Sebastian Cabot.

## Como Steve Canyon
Fredericks fue elegido para interpretar al as volador y apagafuegos Stevenson B. Canyon, un teniente coronel de la ficticia Base Big Thunder, de la Fuerza Aérea de Estados Unidos. Los episodios llevaban títulos como "The Korean Story", "Project UFO", "Sabotage", "Iron Curtain", "Strike Force", "Operation Crash Landing", "The Bomb", y "Operation Thunderbirds," reflejando la actualidad de la época. Actuando con Fredericks aparecían Jerry Paris, William Schallert, James Drury, Nelson Leigh y Karl Swenson. Además de ellos, intervino en el show un amplio elenco de actores invitados. Paul Frees fue el narrador de dieciséis de los episodios, y Don Taylor dirigió diez de ellos.

## Otros papeles
Aparte de su interpretación como Steve Canyon, Fredericks actuó, entre otros shows, en los siguientes: Border Patrol, como inspector Al Moore en el capítulo "Night Target"; The Deputy, como Pete Clemson en "Silent Gun";  Laramie, en el papel de Chad Morgan en "Street of Hate"; la comedia The Ann Sothern Show, actuando como Johnson en "Common Cents"; Shotgun Slade, como Vance en Killer's Brand; Sugarfoot, como Spotted Wolf en "Shadow Catcher"; Lawman, en el papel de Great Bear en "Chantay"; Bronco, interpretando a Great Wolf en "Seminole War Pipe"; Surfside 6, en el capítulo Girl in the Galleon; Rawhide, serie western de la CBS protagonizada por Eric Fleming y Clint Eastwood en la que en 1962 Fredericks encarnó a Jed Harvey en el episodio "The Greedy Town"; The Rifleman, show de Chuck Connors en la ABC, en el que entre 1962 y 1963 actuó en dos ocasiones, encarnando a Phil Carver en "Squeeze Play" y a Rance en "Requiem at Mission Springs"; El virginiano (NBC), con James Drury y Doug McClure, producción en la que en 1963 fue Jan Wolski en el episodio "The Final Hour"; Walt Disney Presents, programa de la ABC para el que Fredericks intervino en cuatro entregas; Walt Disney's Wonderful World of Color, programa en el que interpretó su último papel televisivo el 7 de febrero de 1965, el del criminal Zip Wyatt en "The Adventures of Gallegher, Part 3", junto a Roger Mobley, Edmond O'Brien, Harvey Korman y Ray Teal.
En el campo cinematográfico, en 1961 Fredericks fue el capitán Frank Chapman en la película The Phantom Planet, una aventura de ciencia ficción que ha resistido bien el paso del tiempo. Además, en 1963 fue un jefe comanche en el film Savage Sam, una secuela del clásico de Walt Disney Pictures de 1957 Old Yeller.
Tras un primer matrimonio fallido (hacia 1948-1952), Fredericks se casó con, Myda Fredericks (1922–2006) el 19 de noviembre de 1956 en Los Ángeles. Dean Fredericks falleció a causa de un cáncer en Los Ángeles en 1999. Tenía 75 años de edad.